# Cmentarz ewangelicki w Kartuzach
Cmentarz ewangelicki w Kartuzach – istniejący w latach 1862–1968 cmentarz ewangelicki działający przed II wojną światową przy parafii ewangelickiej w Kartuzach (Superintendentura Kartuzy Ewangelickiego Kościoła Unijnego), w obecnym powiecie kartuskim, w województwie pomorskim.
Cmentarz powstał w 1862 i działał do 1968. Po likwidacji cmentarza w jego miejscu powstał park noszący obecnie imię dra Aleksandra Majkowskiego i znajdujący się przy ul. Ceynowy. O istnieniu cmentarza przypomina kamień pamiątkowy odsłonięty w 1993 z inicjatywy Towarzystwa Miłośników Kartuz. Kamień został odnowiony w 2015.